# المدخل إلى مذهب الإمام أحمد بن حنبل
المدخل إلى مذهب الإمام أحمد بن حنبل أحد كتب المتأخرين في الفقه الحنبلي، ألفه عبد القادر بن بدران الدمشقي (1280 هـ - 1864م / 1346 هـ - 1927م). يعد الكتاب من أشمل كتب الفقه الحنبلي، حيث اشتمل الكتاب على مقدمة وثمانية عقود، وبين المؤلف في مقدمته مذهبه في العقائد وسبب اختياره مذهب الإمام أحمد بن حنبل في الفروع، وسبب انصراف كثير من الناس عن مذهب الحنابلة، وتقلص ظله في سوريا، وبين أسباب وضعه للكتاب وطريقته.

## العقود الثمانية
- العقد الأول: العقائد التي نقلت عن الإمام أحمد، أورد المؤلف بعص الرسائل التي صدرت عن أحمد، ورويت عنه، وبعض أقواله وأقوال أتباعه مما اشتمل على رأيه في الفرق في عصره، وأقسام أهل البع وما ضلوا عليه، ووجه الحق في ذلك.
- العقد الثاني: سبب اختيار كثير من كبار العلماء مذهب الإمام أحمد.
- العقد الثالث: في ذكر أصول المذهب الحنبلي، ومذهبه في استنياط الفروع، وذكر في هذا العقد ما أورده ابن القيم في كتابه إعلام الموقعين.
- العقد الرابع: في طريقة الكبار من أئمة المذهب الحنبلي من أصحاب أحمد في ترتيب المذهب، واستنباط الفتيا فيه، وتصرفهم فيما روي عنه، وفهمهم له.
- العقد الخامس: في الأصول الفقهية التي دونها أصحاب أحمد، وفي هذا الباب أورد مباحث المؤلف مباحث الأصول على سبيل الاختصار والاختيار، عدا باب القياس، فقد توسع فيه أكثر من غيره من الأبواب الأخرى ومباحثه في الأصول أكثر مباحث الكتاب.
- العقد السادس: فيما اصطلح عليه المؤلفون في فقه الإمام أحمد، وذكر المؤلف في هذا العقد بعض المصطلحات، والمراد منها، وأسماء المؤلفين ومؤلفاتهم في المذهب.
- العقد السابع: تحدث فيه المؤلف عن الكتب المشهورة في المذهب، ومن شرحها واختصرها، أو علق عليها، وطريقة كل كتاب وميزته.
- العقد الثامن: في الفنون التي ألف فيها الحنابلة، وذكر المؤلف في كل فن أهم ما أُلف فيه من الكتب والرسائل.[3]